# Nidaros Futsal 2012-2013
Questa voce raccoglie le informazioni riguardanti il Nidaros Futsal nelle competizioni ufficiali della stagione 2012-2013.

## Stagione
Il Nidaros ha chiuso il campionato 2012-2013 al 5º posto. Per quanto concerne l'avventura nella Futsal Cup, la squadra è stata eliminata ai quarti di finale per mano del Solør.

## Rosa
| N° | Naz.                | Ruolo | Sportivo                 | Anno     |  |  |
| -- | ------------------- | ----- | ------------------------ | -------- |  |  |
|    | Norvegia (bandiera) | POR   | Magnar Nordtun           | 28.06.83 |  |  |
|    | Norvegia (bandiera) | DIF   | Stian Reinertsen         | 01.04.78 |  |  |
|    | Norvegia (bandiera) | UNI   | Julien Le Bozec          | 30.06.87 |  |  |
|    | Norvegia (bandiera) | PIV   | Christian Leirvik        | 28.10.87 |  |  |
|    | Norvegia (bandiera) |       | Anders Austeng           |          |  |  |
|    | Norvegia (bandiera) |       | Thor Eide                |          |  |  |
|    | Norvegia (bandiera) |       | Torben Halland Wedervang |          |  |  |
|    | Norvegia (bandiera) |       | Simon Johansen           |          |  |  |
|    | Norvegia (bandiera) |       | Sindre Sjøbakk           |          |  |  |
|    | Norvegia (bandiera) |       | Runar Skippervik         |          |  |  |
|    | Norvegia (bandiera) |       | Christoffer Søndbø       |          |  |  |
|    | Norvegia (bandiera) |       | Lars Kristian Steffensen |          |  |  |
|    | Norvegia (bandiera) |       | Iver Strandheim          |          |  |  |

## Risultati

### Eliteserie

#### Girone di andata
| Oslo 3 novembre 2012, ore 15:30 1ª giornata | KFUM Oslo | 5 – 3 referto | Nidaros | KFUM-Hallen\| Arbitro: \| Eidhammer \| |
| Arbitro:                                    | Eidhammer |               |         |                                        |

| Oslo 4 novembre 2012, ore 11:00 2ª giornata | Nidaros  | 5 – 2 referto | Vadmyra | KFUM-Hallen\| Arbitro: \| Sandberg \| |
| Arbitro:                                    | Sandberg |               |         |                                       |

| Tiller 12 dicembre 2012, ore 20:30 3ª giornata | Tiller  | 5 – 3 referto | Nidaros | KVT Hallen\| Arbitro: \| Krokdal \| |
| Arbitro:                                       | Krokdal |               |         |                                     |

| Larvik 1º dicembre 2012, ore 19:00 4ª giornata | Kongsvinger     | 1 – 13 referto | Nidaros | Arena Larvik\| Arbitro: \| Kiil Andreassen \| |
| Arbitro:                                       | Kiil Andreassen |                |         |                                               |

| Larvik 2 dicembre 2012, ore 11:00 5ª giornata | Grorud    | 3 – 3 referto | Nidaros | Arena Larvik\| Arbitro: \| Eidhammer \| |
| Arbitro:                                      | Eidhammer |               |         |                                         |

| Brønnøysund 9 marzo 2013, ore 16:30 6ª giornata | Vegakameratene | 3 – 0 referto | Nidaros | Brønnøyhallen\| Arbitro: \| Myklebust \| |
| Arbitro:                                        | Myklebust      |               |         |                                          |

| Tiller 16 dicembre 2012, ore 11:00 7ª giornata | Nidaros      | 1 – 2 referto | Solør | KVT Hallen\| Arbitro: \| Solum Lystad \| |
| Arbitro:                                       | Solum Lystad |               |       |                                          |

| Stjørdal 5 gennaio 2013, ore 17:15 8ª giornata | Nidaros  | 4 – 1 referto | Nesjar | Stjørdalshallen\| Arbitro: \| Sandberg \| |
| Arbitro:                                       | Sandberg |               |        |                                           |

| Stjørdal 6 gennaio 2013, ore 16:15 9ª giornata | Nidaros      | 5 – 1 referto | Horten | Stjørdalshallen\| Arbitro: \| Solum Lystad \| |
| Arbitro:                                       | Solum Lystad |               |        |                                               |

#### Girone di ritorno
| Fyllingsdalen 2 febbraio 2013, ore 15:30 10ª giornata | Nidaros    | 0 – 5 referto | KFUM Oslo | Framohallen A\| Arbitro: \| Schjølberg \| |
| Arbitro:                                              | Schjølberg |               |           |                                           |

| Fyllingsdalen 3 febbraio 2013, ore 14:30 11ª giornata | Vadmyra   | 1 – 7 referto | Nidaros | Framohallen A\| Arbitro: \| Myklebust \| |
| Arbitro:                                              | Myklebust |               |         |                                          |

| Tiller 3 marzo 2013, ore 19:00 12ª giornata | Nidaros   | 2 – 5 referto | Tiller | KVT Hallen\| Arbitro: \| Myklebust \| |
| Arbitro:                                    | Myklebust |               |        |                                       |

| Oslo 16 febbraio 2013, ore 12:00 13ª giornata | Nidaros   | 4 – 4 referto | Kongsvinger | KFUM-Hallen\| Arbitro: \| Eidhammer \| |
| Arbitro:                                      | Eidhammer |               |             |                                        |

| Oslo 17 febbraio 2013, ore 14:30 14ª giornata | Nidaros | 5 – 4 referto | Grorud | KFUM-Hallen\| Arbitro: \| Tariq \| |
| Arbitro:                                      | Tariq   |               |        |                                    |

| Sandnessjøen 10 marzo 2013, ore 15:45 15ª giornata | Nidaros    | 2 – 6 referto | Vegakameratene | Stamneshallen\| Arbitro: \| Schjølberg \| |
| Arbitro:                                           | Schjølberg |               |                |                                           |

| Oslo 9 febbraio 2013, ore 12:00 16ª giornata | Solør     | 6 – 6 referto | Nidaros | Veitvet Idrettshall\| Arbitro: \| Eidhammer \| |
| Arbitro:                                     | Eidhammer |               |         |                                                |

| Stjørdal 16 marzo 2013, ore 15:30 17ª giornata | Nesjar    | 1 – 1 referto | Nidaros | Stjørdalshallen\| Arbitro: \| Myklebust \| |
| Arbitro:                                       | Myklebust |               |         |                                            |

| Stjørdal 17 marzo 2013, ore 11:00 18ª giornata | Horten          | 1 – 10 referto | Nidaros | Stjørdalshallen\| Arbitro: \| Kiil Andreassen \| |
| Arbitro:                                       | Kiil Andreassen |                |         |                                                  |

### Futsal Cup
| Oslo 9 febbraio 2013, ore 12:00 Quarti di finale | Solør   | 7 – 3 referto | Nidaros | KFUM-Hallen\| Arbitro: \| Hanssen \| |
| Arbitro:                                         | Hanssen |               |         |                                      |